# ペトル・スヴォボダ
ペトル・スヴォボダ（Petr Svoboda、1984年10月10日 ‐ ）は、チェコスロバキア・トシェビーチ出身でハードルが専門の陸上競技選手。110mハードルで13秒27、室内60mハードルで7秒44の自己ベストを持つ、両種目のチェコ記録保持者。110mハードルでは2009年ベルリン世界選手権で6位、2008年ワールドアスレチックファイナルで2位の実績を誇る。

## 経歴
2008年6月16日に110mハードルで13秒43（+0.9）のチェコ記録（当時）を樹立し、1987年にJiří Hudecがマークした13秒48を21年ぶりに塗り替えた。
2008年9月に年間王者決定戦と呼ばれたワールドアスレチックファイナルの110mハードルに出場すると、自己ベスト（当時13秒29）に迫る13秒33（-1.3）をマークし、デビッド・オリバー（13秒22）に次ぐ2位に入った。
2009年8月に世界選手権の110mハードル準決勝を全体4位の記録となる13秒33（+0.9）で突破し、チェコスロバキア時代を含めてもこの種目でチェコ勢初のファイナリストとなった。決勝は13秒38（+0.1）とタイムを落とし6位に終わった。
2011年3月にヨーロッパ室内選手権の60mハードル決勝を7秒49で制し、チェコになってからはこの種目でチェコ勢初、チェコスロバキア時代を含めると1988年ブダペスト大会のAleš Höffer（男子）以来となる金メダルを獲得した。
2011年4月にグラン・カナリア島で行っていたトレーニングキャンプ中に脚を負傷。これ以降は怪我に苦しみことになり、アキレス腱の手術を複数回重ねた結果、2014年にようやく復帰することができた。
2012年9月にチェコの棒高跳選手のジリナ・スヴォボドヴァ（2014年ソポト世界室内選手権銀メダリスト）と結婚したが、2014年に離婚した。

## 自己ベスト
記録欄の（　）内の数字は風速（m/s）で、+は追い風を意味する。
| 種目         | 記録          | 年月日        | 場所         | 備考       |
| 屋外         | 屋外          | 屋外          | 屋外         | 屋外       |
| ------------ | ------------- | ------------- | ------------ | ---------- |
| 100m         | 10秒69 (+1.5) | 2002年6月17日 | プラハ       |            |
| 400m         | 48秒36        | 2002年6月2日  | マリボル     |            |
| 110mハードル | 13秒27 (+1.1) | 2010年6月14日 | プラハ       | チェコ記録 |
| 走幅跳       | 7m22          | 2003年10月4日 | オストラヴァ |            |
| 十種競技     | 7018点        | 2002年6月2日  | マリボル     |            |
| 室内         |               |               |              |            |
| 60m          | 6秒85         | 2005年2月5日  | オビエール   |            |
| 60mハードル  | 7秒44         | 2010年2月27日 | プラハ       | チェコ記録 |
| 走幅跳       | 7m65          | 2005年1月11日 | プラハ       |            |
| 七種競技     | 5899点        | 2005年2月6日  | オビエール   |            |

## 主要大会成績
| 年   | 大会                                 | 場所               | 種目     | 結果   | 記録          | 備考 |
| ---- | ------------------------------------ | ------------------ | -------- | ------ | ------------- | ---- |
| 2001 | 世界ユース選手権                     | デブレツェン       | 走幅跳   | 予選   | 6m71 (+0.8)   |      |
| 2002 | 世界ジュニア選手権                   | キングストン       | 100m     | 予選   | 10秒79 (+1.5) |      |
| 2002 | 世界ジュニア選手権                   | キングストン       | 110mH    | 予選   | DNF           |      |
| 2003 | ヨーロッパジュニア選手権 (en)        | タンペレ           | 110mH    | 予選   | 14秒60 (-1.3) |      |
| 2005 | ヨーロッパ室内選手権 (en)            | マドリード         | 七種競技 | 決勝   | DNF           |      |
| 2005 | ヨーロッパU23選手権 (en)             | エアフルト         | 110mH    | 予選   | 14秒19 (+2.3) |      |
| 2007 | ヨーロッパ室内選手権 (en)            | バーミンガム       | 60mH     | 準決勝 | 7秒80         |      |
| 2008 | 世界室内選手権                       | バレンシア         | 60mH     | 準決勝 | 7秒81         |      |
| 2008 | オリンピック                         | 北京               | 110mH    | 準決勝 | 13秒60 (-0.4) |      |
| 2008 | ワールドアスレチック ファイナル (en) | シュトゥットガルト | 110mH    | 2位    | 13秒33 (-1.3) |      |
| 2009 | ヨーロッパ室内選手権 (en)            | トリノ             | 60mH     | 3位    | 7秒61         |      |
| 2009 | 世界選手権                           | ベルリン           | 110mH    | 6位    | 13秒38 (+0.1) |      |
| 2009 | ワールドアスレチック ファイナル (en) | テッサロニキ       | 110mH    | 4位    | 13秒50 (-0.3) |      |
| 2010 | 世界室内選手権                       | バレンシア         | 60mH     | 5位    | 7秒58         |      |
| 2010 | ヨーロッパ選手権                     | バルセロナ         | 110mH    | 6位    | 13秒57 (-1.0) |      |
| 2011 | ヨーロッパ室内選手権 (en)            | パリ               | 60mH     | 優勝   | 7秒49         |      |
| 2014 | ヨーロッパ選手権                     | チューリッヒ       | 110mH    | 5位    | 13秒63 (+0.5) |      |
| 2015 | ヨーロッパ室内選手権 (en)            | プラハ             | 60mH     | 8位    | 7秒67         |      |
| 2015 | 世界選手権                           | 北京               | 110mH    | 準決勝 | 13秒67 (0.0)  |      |
| 2016 | オリンピック                         | リオデジャネイロ   | 110mH    | 準決勝 | 13秒67 (-0.1) |      |
| 2017 | ヨーロッパ室内選手権 (en)            | ベオグラード       | 60mH     | 3位    | 7秒53         |      |
| 2018 | 世界室内選手権                       | バーミンガム       | 60mH     | 準決勝 | 7秒64         |      |